# Oberleitungsbus Marrakesch
Der Oberleitungsbus Marrakesch ist das einzige aktive Oberleitungsbus-System in Marokko und zugleich das einzige verbliebene in Afrika. Zuständiges Verkehrsunternehmen ist ALSA, welches auch die lokalen Stadtbusse betreibt.

## Geschichte
Die Anlage in der Großstadt Marrakesch nahm am 29. September 2017 den Regelbetrieb auf, nachdem sie zwei Tage vorher feierlich eröffnet wurde. Nach Casablanca (1932–1972) und Tétouan (1950–1975) handelt es sich um das dritte Oberleitungsbus-System des Landes. Die vorerst einzige Linie zwischen Massira and Guéliz verläuft großteils entlang der Avenue Hassan II und ist zehn Kilometer lang. Sie ist zwischen 6:00 Uhr morgens und 23:00 Uhr nachts in Betrieb. In den Hauptverkehrszeiten wird im Sechs-Minuten-Takt gefahren, in den Nebenverkehrszeiten nur alle zwölf Minuten.
Die Strecke ist jedoch nur auf etwa drei Kilometern Länge mit einer Oberleitung ausgestattet, der Großteil der Route wird hingegen per Batterieantrieb zurückgelegt. Der Oberleitungsbus in Marrakesch basiert auf dem Bus-Rapid-Transit-Konzept, das heißt, es steht ein hoher Anteil an eigenen Fahrspuren zur Verfügung. Für die Stromversorgung wurde als Teil des Gesamtprojekts eigens ein Solarkraftwerk gebaut. Ende 2019 soll das System um eine zweite Linie erweitert werden.

## Fahrzeuge
An Fahrzeugen standen zur Betriebseröffnung zunächst 15 zwölf Meter lange niederflurige Solowagen des Typs Veyron G9 vom chinesischen Hersteller Dongfeng Motor Corporation zur Verfügung. Im regulären Betrieb werden dafür maximal zehn gleichzeitig benötigt. Für die geplante zweite Linie sind hingegen Gelenkwagen vorgesehen.